# فيان السليماني
فيان عامر نوري السليماني رائدة أعمال وصاحبة ماركة فيان للأزياء وعارضة ومستشارة سابقة للجنة المرأة في وزارة الثقافة العراقية. وكانت ملكة جمال العراق لعام 2017، لكن اللقب سحب منها بسبب مخالفتها قوانين المسابقة حيث كانت متزوجة.

## حياتها ودراستها
ولدت في 25 أكتوبر 1993 في حي المنصور في بغداد لعائلة من أصول كردية، فوالدها كردي من السليمانية ووالدتها عربية من الحلة. أكملت دراستها الثانوية في إعدادية بغداد للبنات بمعدل 70% وفي عام 2016 تخرجت وحصلت على شهادة البكالوريوس في هندسة الحاسبات والبرامجيات من الجامعة المستنصرية.

## مسيرتها
في 25 مايو 2017 فازت فيان بلقب ملكة جمال العراق لعام 2017 خلال حفل التتويج الذي أقيم في بغداد بفندق بابل حيث تم تنظيم الحفل بواسطة مؤسسة ناليا الإعلامية وبرعاية قناة أن آر تي وشاركت بالمسابقة 15 فتاة من مختلف محافظات العراق
في 26 أغسطس 2017 تصدرت فيان غلاف مجلة زهرة الخليج وبذلك تصبح فيان أول إمراة عراقية من داخل العراق توضع صورتها على غلاف المجلة، الصورة من تصوير سامان الجاف ويعتبر أول مصور عراقي تنشر أعماله على مجلة زهرة الخليج.
في 2017 تم أختيارها كممثلة رسمية لنادي بشكتاش التركي في العراق.
في 3 أغسطس 2017، تم سحب لقب ملكة جمال العراق منها بسبب مخالفتها قوانين المسابقة حيث كانت متزوجة. وأنتشرت على مواقع التواصل الإجتماعي صورة لهوية الأحوال الشخصية الخاصة بها ومكتوب على الحالة الإجتماعية أنها متزوجة بينما أثناء التسجيل أحضرت جوازها حيث لم يكن مذكوراً كونها متزوجة، وأخبرتهم أثناء التسجيل بأنها كانت مرتبطة بخطوبة تم فسخُها ولكن في الحقيقة كانت مرتبطة بعلاقة زواج. فتم تجريد اللقب منها وإختيرت سارة عيدان كبديلة عنها لتمثيل العراق في مسابقة ملكة جمال الكون 2017.

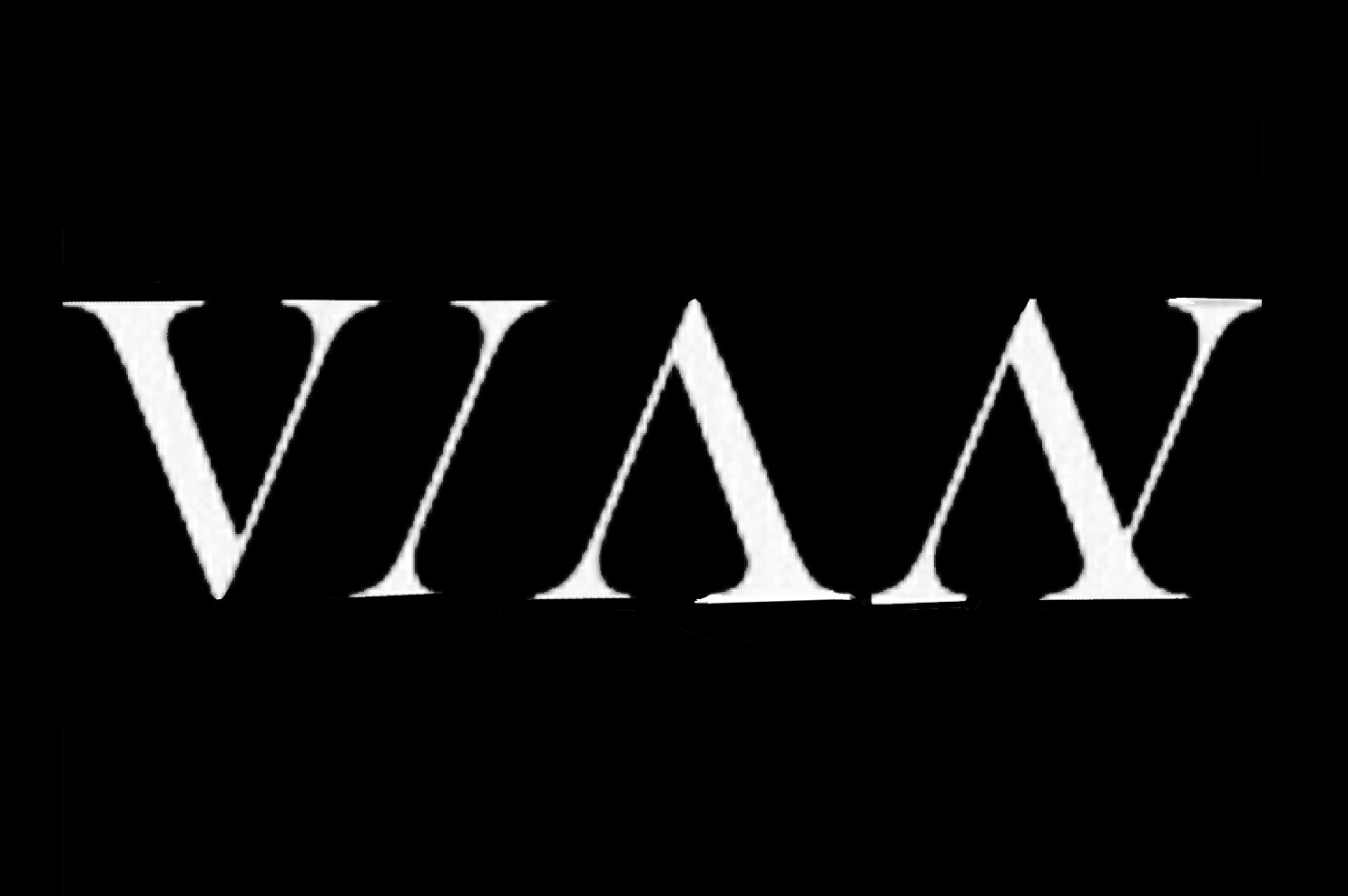
شعار ماركة فيان للأزياء

في 12 يناير 2018، أطلقت فيان السليماني ماركة أزياء خاصة بها تحمل أسم VIAN وعرضت المجموعة الأولى من تصاميمها المتكونة من فساتين سهرة، يبلغ سعر الفستان الواحد 200$ - 250$ دولار.
في مايو 2018 أصدرت فيان مجلة شهرية تحمل إسمها «فيان». وفي مارس 2019 حضرت فيان في افتتاحية مهرجان بابل الدولي مع نخبة من الفنانين العراقيين والعرب. في 14 ديسمبر 2020 تم أختيارها كالوجه الإعلاني لماركة مارلين للمكياج.

## حياتها الشخصية

### عائلتها
لدى فيان أختين أصغر منها، الأولى تدعى «سوزان السليماني» وهي إعلامية ووصيفة ثانية لملكة جمال العراق لعام 2015 وأختها الثانية تدعى «شهد السليماني». توفي والد فيان في 14 أبريل 2021.

### زواجها
تزوجت فيان بعمر السابعة عشر وتطلقت بعد سنة من الزواج بسبب سوء تعامل زوجها معها. وفي 15 أغسطس 2014 إنخطبت فيان من شخص يدعى «طالب عزيز» وهو عراقي يحمل الجنسية الإيرلندية وعقد قرانهما في 17 نوفمبر 2014 وإنفصلا بعد سنتين ولكن قانونياً كانت لازلت مرتبطة به، ولاحقاً إنفصلت عنه قانونياً.
في 18 سبتمبر 2020 أعلنت فيان خطوبتها من رجل الأعمال العراقي «علي حاتم التميمي» وفي 4 ديسمبر 2020 أعلنت زواجها منه.